# Geschlossener Vollzug
Alle nicht für den offenen Vollzug geeigneten Gefangenen werden im geschlossenen Vollzug nach § 10 Abs. 2 Strafvollzugsgesetz untergebracht. Nach der in Deutschland üblichen Praxis werden rückfällig gewordene Straftäter und Straftäter, bei denen Flucht- oder Wiederholungsgefahr besteht, in besonders gesicherten Gefängnissen mit baulicher Abgrenzung zur Außenwelt eingewiesen. Der Kontakt nach draußen ist, mit Ausnahme von Urlaub und Ausgang für dafür geeignete Gefangene, auf überwachte Besuche der Angehörigen in der Anstalt und auf ebenfalls überwachten Schriftverkehr beschränkt.
Im geschlossenen Vollzug sind die Hafträume der Insassen abgesperrt und nur zu bestimmten Zeiten, dem sogenannten Aufschluss, geöffnet. Der geschlossene Vollzug unterscheidet sich vom offenen Vollzug insbesondere dadurch, dass im geschlossenen Vollzug Vorkehrungen gegen Entweichungen getroffen werden.

## Statistik
Zum 31. März 2013 befanden sich von den 56.641 Strafgefangenen in Deutschland 47.374 (83,64 %) im geschlossenen und 9.267 (16,36 %) im offenen Vollzug.